# Hillman Avenger
El Hillman Avenger fue un pequeño vehículo familiar fabricado bajo la marca Hillman por el Grupo Rootes, entre 1970 y 1976 y por Chrysler Europe entre 1976 y 1980 como Chrysler Avenger y más tarde como Talbot Avenger. Fue fabricado en América del Sur por las filiales de Chrysler en Argentina y Brasil, siendo vendido como Dodge 1500 y como Dodge 1800/Polara, respectivamente. Asimismo, fue exportado a América del Norte y vendido allí como Plymouth Cricket.

## Historia
Presentado en febrero de 1970, el Avenger fue tan significativo que era el primer y último coche que fue fabricado por Rootes, después de la toma de posesión de Chrysler en 1967. Estilísticamente, el Avenger estaba indudablemente muy en armonía con su tiempo: La influyente cintura de la botella de Coca-Cola y la terminación trasera «semi-fastback» fueron una señal de estilo contemporáneo.
Sin embargo, era de una ingeniería anticipada algo convencional, usando un motor de 4 cilindros de hierro con válvulas a la cabeza, y capacidades de 1250 o 1500 cc. y un muelle en espiral que conducía a un árbol vivo suspendido en las ruedas traseras. 
Inmediatamente luego de haber salido a la luz, el Avenger fue muy elogiado por la prensa por sus buenas características de conducción y total capacidad, generalmente buena en el camino, siendo considerado un coche perceptiblemente de mejor conducción que rivales como el Morris Marina.
Inicialmente, el Avenger estaba disponible como Sedán de cuatro puertas y sus modelos eran DL, Súper y GL. El DL y el Súper estaban disponibles con motores 1250 o 1500cc, pero el GL estaba solamente disponible con el motor de 1500 cc. Puesto que el DL era el modelo básico en la gama, ofreció esteras poco más que de goma y un tablero de instrumentos muy simple con un velocímetro del estilo de la tira. 
El Súper fue mejor equipado, ofreciendo alfombras, apoyabrazos, bocinas gemelas y luces de reversa, aunque el tablero de instrumentos era el mismo del DL. El modelo Tope de Gama fue el GL ofreció cuatro luces redondas (que fue una gran mejora por sobre las luces rectangulares del Hillman Minx que fueron utilizadas en el DL y el Súper), apertura interna del capo, limpiaparabrisas de dos velocidades, asientos ajustados de nylon cepillado (nunca antes utilizado en los coches británicos), asientos delanteros reclinables, y un tablero de instrumentos redondos con la instrumentación adicional.
En 1978, Chrysler Europe quebró y el control fue asumido por Peugeot, que renombró los modelos de Chrysler como Talbot. El Avenger y el Sunbeam sobrevivieron, nuevamente rediseñados, aunque diferentes de modelos más nuevos de Talbot tales como el Horizon. Un detalle de esta continuidad es que conservaron la divisa Pentastar de Chrysler, en vez de la insignia de Talbot que era una letra T dentro de un círculo. Su producción continuó hasta 1981.

### Motorizaciones
- 1248 cc L4 (1970–1973)
- 1295 cc L4 (1973–1981)
- 1498 cc L4
- 1598 cc L4 (1973–1981)
- 1798 cc L4 (América del Sur)

### Variantes del Avenger

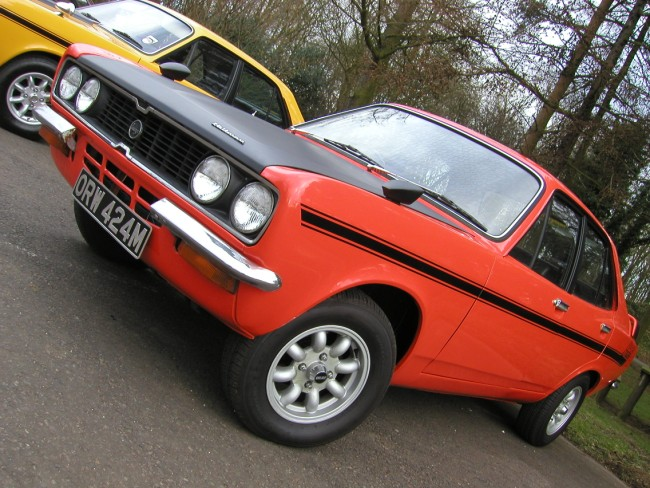
1972 Hillman Avenger Tiger Mk 2
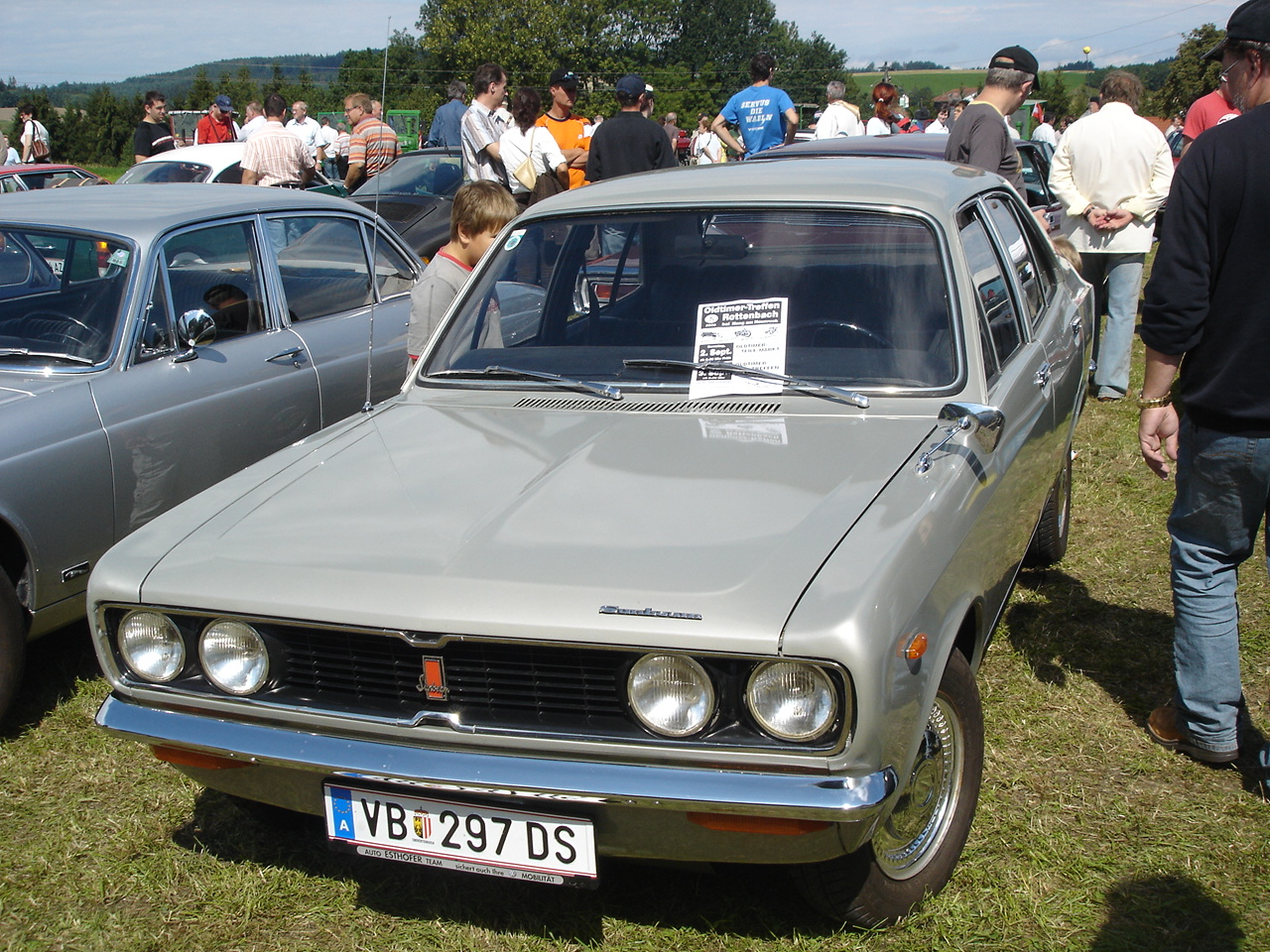
1972 Sunbeam Avenger Tiger
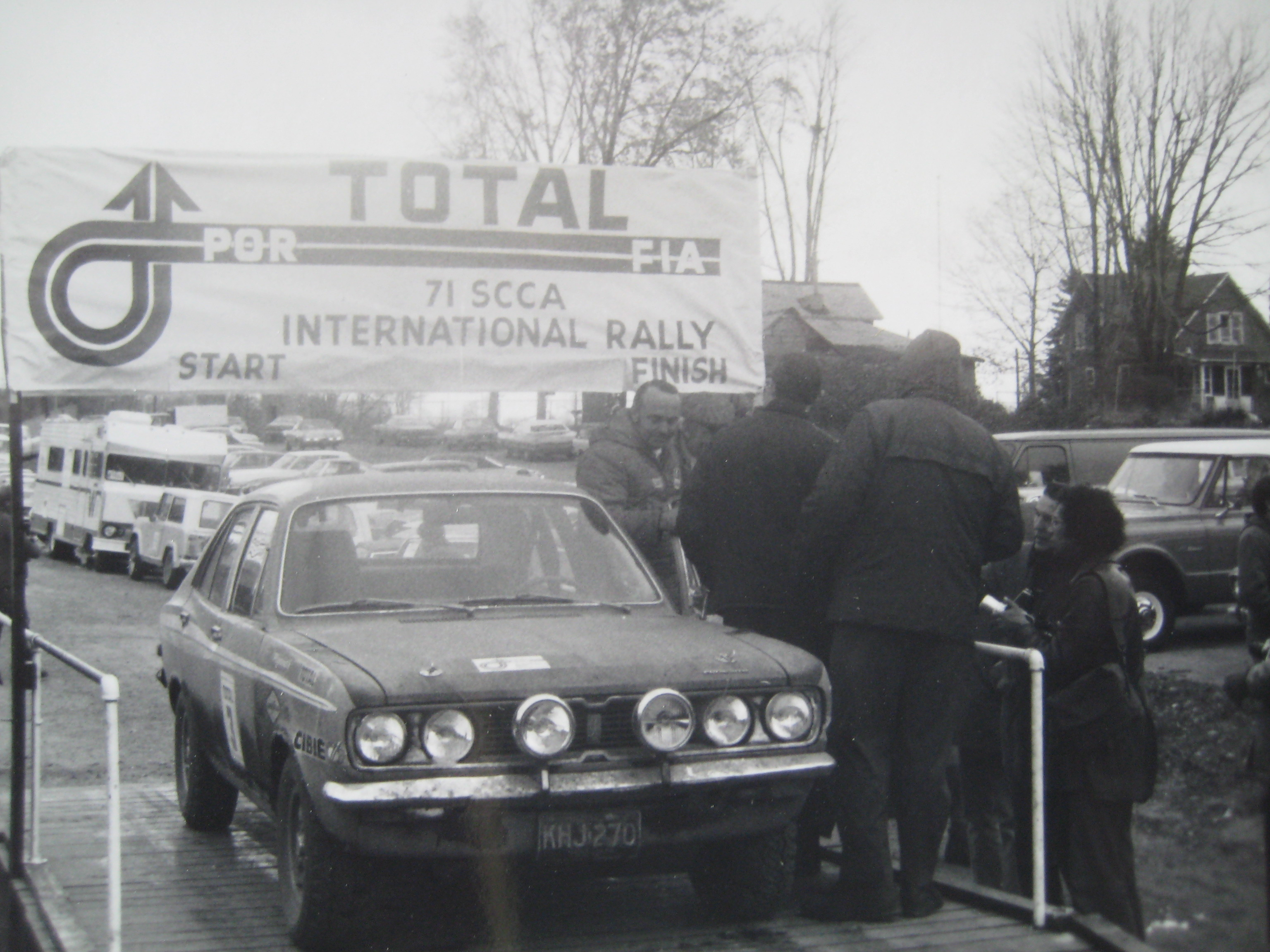
Plymouth Cricket, ganador del Rally Press on Regard de 1971
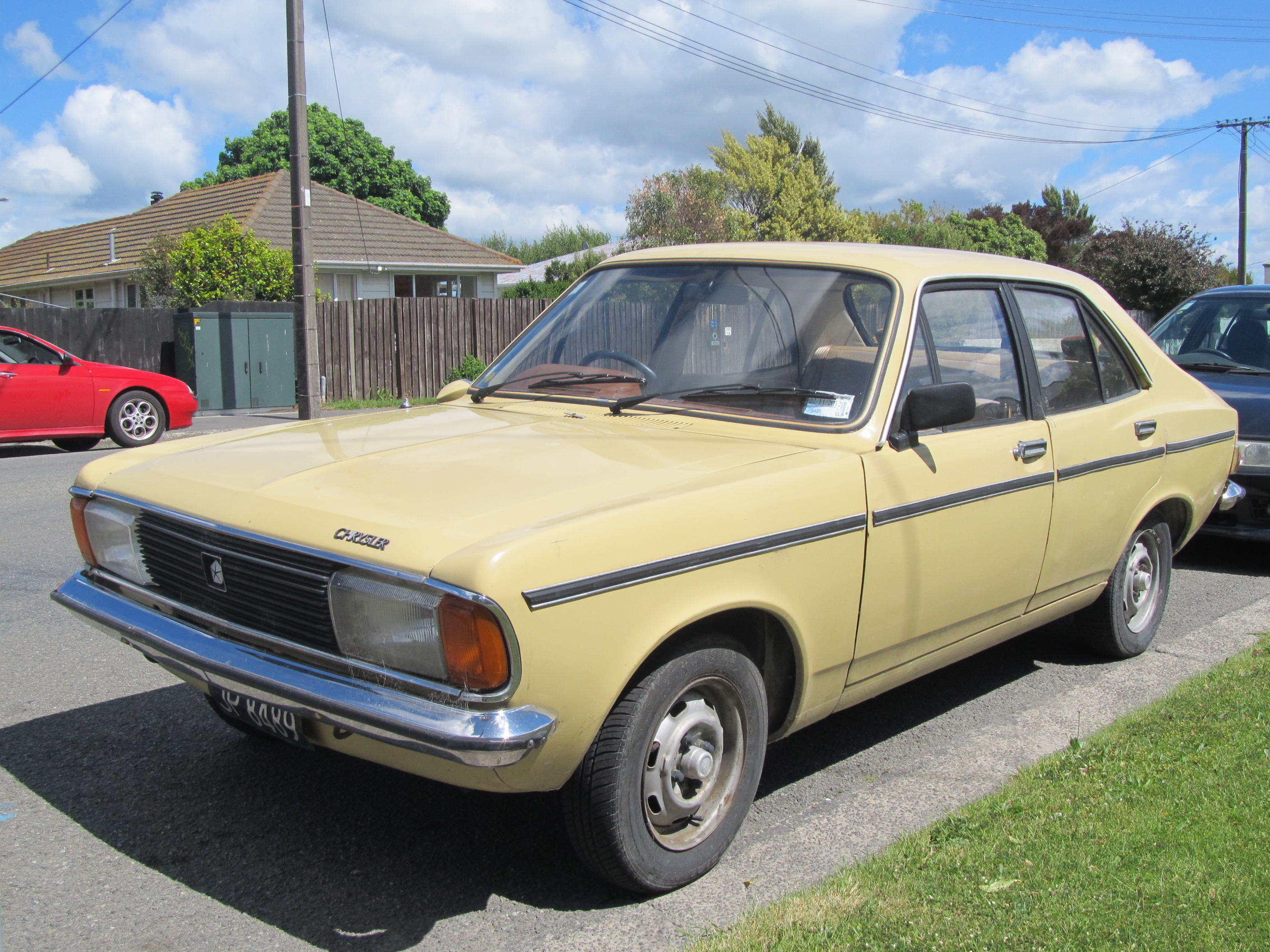
1980 Chrysler Avenger
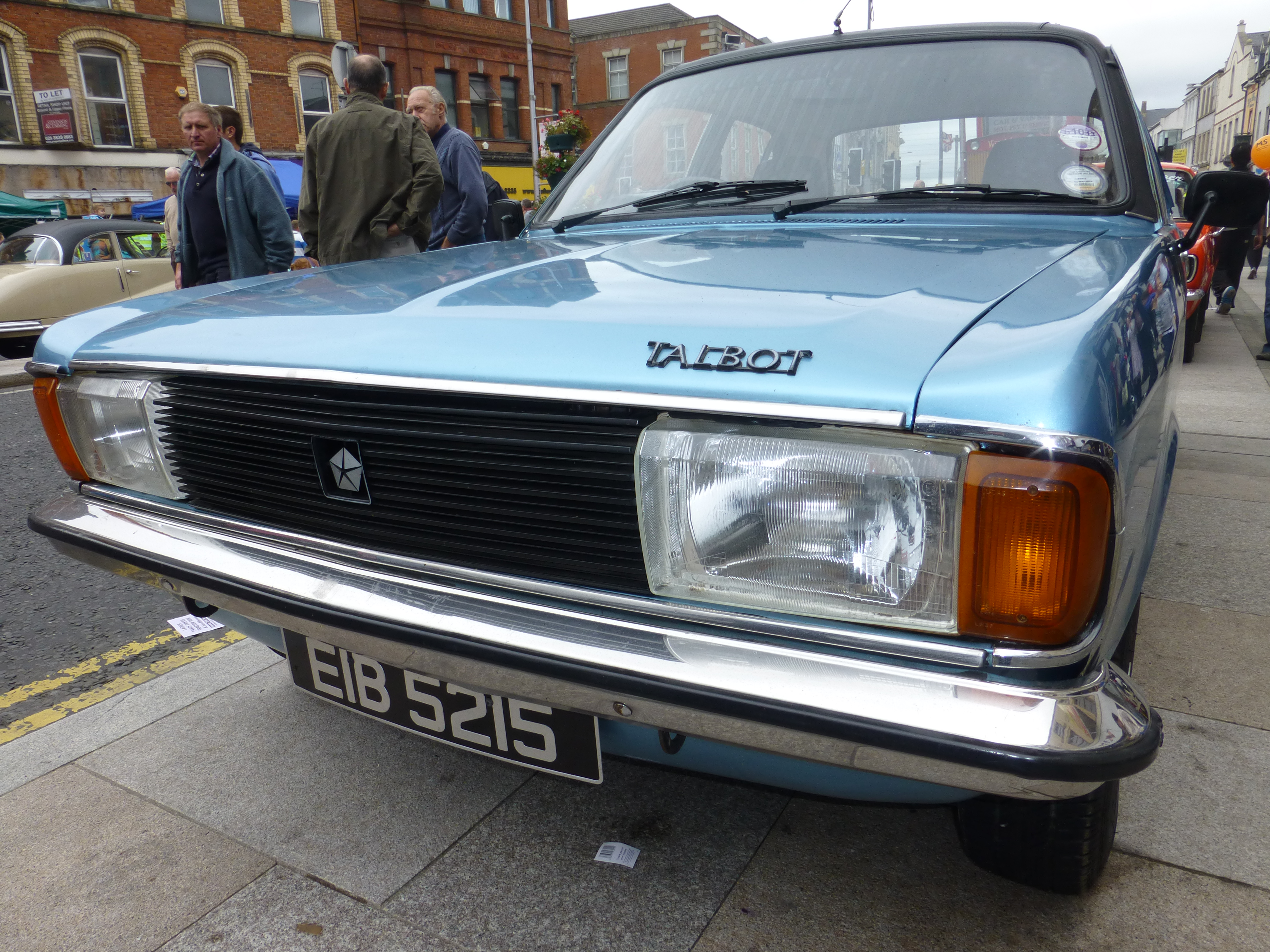
Talbot Avenger

## Producción internacional
Las operaciones de Chrysler en varios países alrededor del mundo también comercializaron el Avenger, y en algunos casos se los ensamblo o manufacturó. En Sudáfrica, el coche—como el más grande Hunter construido allí—utilizó motores de Peugeot y fue bautizado como Dodge en lugar de Hillman, mientras que en Nueva Zelanda, fue ensamblado a partir de CKD por el importador Todd Motors (posteriormente Mitsubishi Motors NZ), estaba disponible inicialmente en 4 puertas y, más tarde, en 5 puertas rural. En la mayor parte de Europa el nombre de Sunbeam fue utilizado, a excepción de los Países Bajos, Italia y España.

### En la Argentina

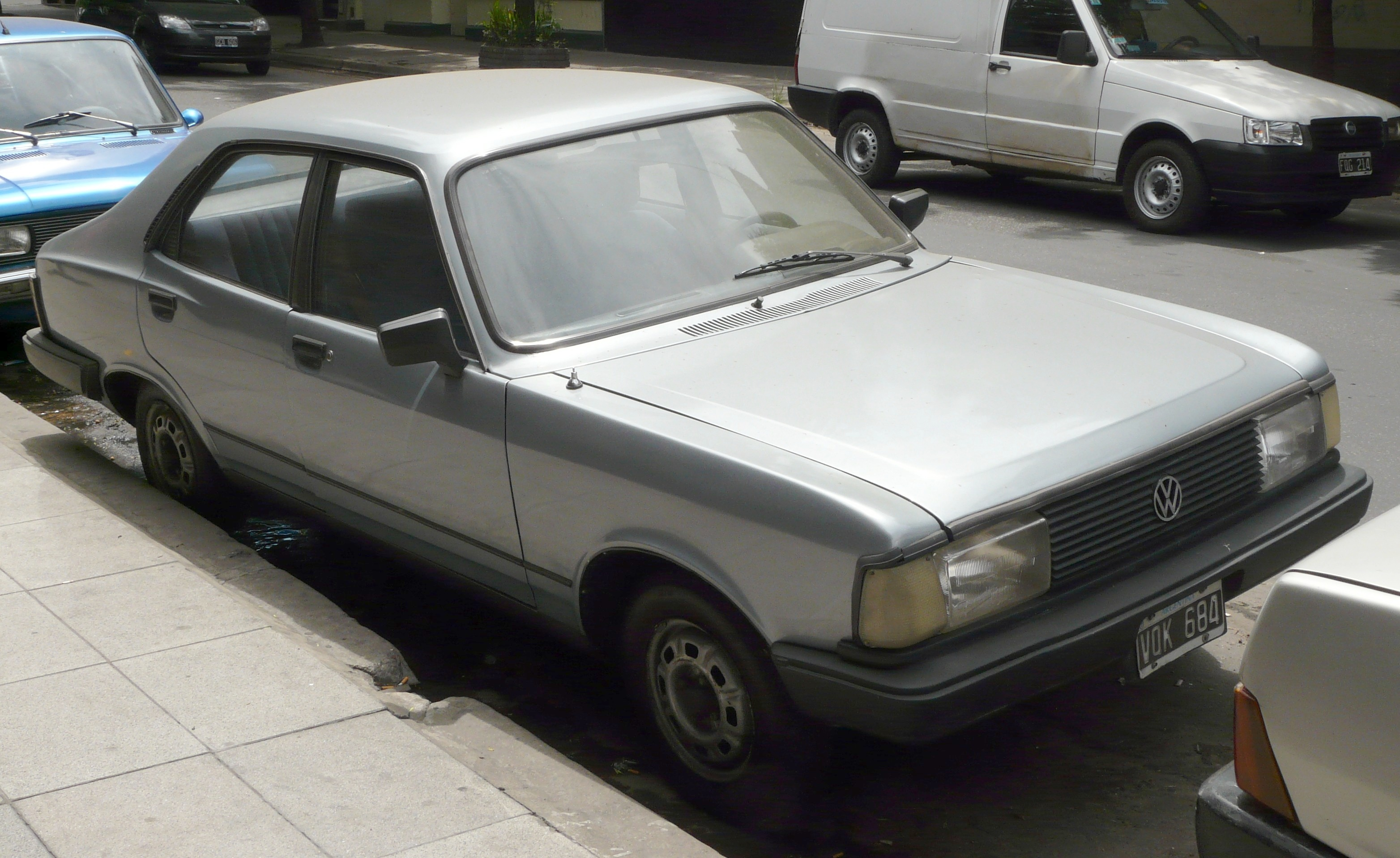
1982 Volkswagen 1500

En la Argentina, el Hillman Avenger se comienza a fabricar en 1971 como Dodge 1500, primeramente como sedán cuatro puertas. Además del motor 1500 que daba nombre al modelo, existieron versiones con motores de 1800 cm3. En 1978 aparece la versión "rural" (familiar) con el restyling de aquel año y a partir de 1980, al ser adquirida Chrysler Argentina por Volkswagen, el Dodge 1500 pasó a denominarse Dodge - Volkswagen 1500 y en 1982 con un con rediseño frontal y trasero se denomina  Volkswagen 1500 hasta el fin de su vida comercial en 1990, manteniendo las dos carrocerías típicas. Kits completos en CKD de Argentina, se exportaron a Chrysler Colmotores para el montaje en Colombia desde 1973 hasta 1978. Tuvo una faceta deportiva muy rica en el TC 2000 a principios de la década de 1980, donde de la mano de Jorge Omar del Río y el "Loco" Luis Di Palma ganó varios campeonatos.

### En Brasil
El Avenger también fue construido en Brasil a partir de 1973 y hasta 1981 en forma de sedán de 2 puertas Vendido inicialmente como Dodge 1800, llamado así por su motor, el diseño del motor era el mismo que se encuentra en Avengers vendidos en otros lugares, aunque su capacidad ampliada a 1,8 L. En 1977, el coche pasó a llamarse Dodge Polara (un nombre de Chrysler utilizado anteriormente en los modelos de Dodge de tamaño completo en los EE. UU.), y se sometió a una renovación completa, adquiriendo el estilo frontal del Chrysler Avenger, así como la configuración y el panel de instrumentos, paragolpes revisados y los tratamientos de luz trasera exclusivamente para Brasil. En 1980 se le dio un lavado de cara adicional, antes del cese de la producción en 1981.